# Toku-hime (Oda)
Pour les articles homonymes, voir Toku-hime.
 (janvier 2023).
Si vous disposez d'ouvrages ou d'articles de référence ou si vous connaissez des sites web de qualité traitant du thème abordé ici, merci de compléter l'article en donnant les références utiles à sa vérifiabilité et en les liant à la section « Notes et références ».
Toku-hime (徳姫, 11 novembre 1559-16 février 1636) est la fille du daimyo Oda Nobunaga. Elle épouse Matsudaira Nobuyasu, fils aîné de Tokugawa Ieyasu. Elle reste dans les mémoires comme la personne la plus responsable de la mort de Nobuyasu et de sa mère, dame Tsuki, l'épouse de Ieyasu.

## Biographie
Toku-hime est mariée au fils aîné de Tokugawa Ieyasu, Nobuyasu en 1563, quand tous deux n'ont que cinq ans. Motivé par des raisons politiques, son mariage est utilisé pour sceller une alliance entre Tokugawa Ieyasu et Oda Nobunaga.
Les années passant, Nobuyasu et Toku-hime s'attachent profondément l'un à l'autre. Néanmoins, la belle-mère de Toku-hime, dame Tsukiyama, lui rend la vie très difficile et interfère dans les affaires de sa vie maritale. Dame Tsukiyama est connue comme une femme jalouse et contrariante (même son mari Ieyasu trouve difficile de partager la même résidence qu'elle).
Toku-hime a environ vingt ans quand, excédée par la situation, elle écrit dans une lettre à son père, Oda Nobunaga, lettre qui calomnie dame Tsukiyama en prétendant qu'elle serait en correspondance avec Takeda Katsuyori, un de ses pires ennemis. Nobunaga rapporte ce soupçon de trahison à son allié Ieyasu, qui fait aussitôt emprisonner sa femme. En effet, Nobunaga voyait Ieyasu comme un allié proche et peut-être une sorte de petit frère, depuis l'époque où il avait été détenu en otage dans leur enfance, au château du père de Nobunaga. Mais, à l'inverse, Tsukiyama était la nièce de Imagawa Yoshimoto, dont la mort et la ruine avaient été causées directement par Nobunaga, qui, par conséquent, ne pouvait s'empêcher de se méfier du clan Tokugawa. Ieyasu désirant maintenir son alliance avec Nobunaga prit les accusations très au sérieux et, du fait de la proximité de dame Tsukiyama avec son fils, Ieyasu fit également arrêter Nobuyasu. Aucune preuve solide de la trahison n'est jamais produite mais pour apaiser son allié Ieyasu fait exécuter son épouse en 1579. Ieyasu ne croit pas que son fils puisse le trahir, mais pour l'empêcher de se venger de la mort de sa mère, il ordonne à Nobuyasu (alors détenu au château de Futamata) de se suicider par seppuku.
Il est dit que Toku-hime regretta amèrement d'avoir écrit cette lettre.

## Famille
- Père : Oda Nobunaga (1536-1582)
- Frères :
  - Oda Nobutada (1557-1582)
  - Oda Nobukatsu (1558-1630)
  - Oda Nobutaka (1558-1583)
  - Hashiba Hidekatsu (1567-1585)
  - Oda Katsunaga (1568-1582)
  - Oda Nobunhide (fils de Nobunaga) (1571-1597)
  - Oda Nobutaka (1576-1602)
  - Oda Nobuyoshi (1573-1615)
  - Oda Nobusada (1574-1624)
  - Oda Nobuyoshi (mort en 1609)
  - Oda Nagatsugu (mort en 1600)
  - Oda Nobumasa (1554-1647)
- Sœurs :
  - Fuyuhime (1561-1641)
  - Hideko (morte en 1632)
  - Eihime (1574-1623)
  - Hōonin
  - Sannomarudono (morte en 1603)
  - Tsuruhime
- Mari : Matsudaira Nobuyasu (1559-1579)

## Source de la traduction
- (en) Cet article est partiellement ou en totalité issu de l’article de Wikipédia en anglais intitulé « Toku-hime » (voir la liste des auteurs).